# Pelmatosilpha praestans
Pelmatosilpha praestans är en kackerlacksart som beskrevs av Carl August Dohrn 1887. Pelmatosilpha praestans ingår i släktet Pelmatosilpha och familjen storkackerlackor. Inga underarter finns listade i Catalogue of Life.